# 야쿱 벡
무함마드 야쿱 벡(타지크어: Муҳаммад Яъқуб-бек, 1820년 ~ 1877년 5월 30일)은 코칸트 칸국 출신의 우즈벡 군인, 탐험가로, 후일 카슈가르에 기반한 예티샤르의 아미르가 되었다. 코칸트 칸국 멸망 이후 청나라의 신장을 거점으로 활동했으나, 좌종당이 이끄는 청군에게 패하여 그의 왕국은 와해되고 그 역시 죽음을 당했다.
야쿱은 야곱(Jacob)의 아랍식 이름이며, ‘벡’(Beg)은 투르크계 이슬람 귀족들에게 부여한 명칭이었다. 중국어로는 야구보 파샤(중국어 간체자: 阿古柏 帕夏, 병음: Āgǔbó pàxià)로 표기한다.

## 생애
야쿱 벡은 현재의 우즈베키스탄의 땅인 코칸트 칸국의 피스켄트(타슈켄트주)의 어느 마을에서 태어났다. 그는 코칸트 칸국의 복무를 통해 빠르게 지위가 상승했다. 1847년경에는 키질로르다 요새의 사령관이었고, 이곳은 1853년 러시아에 함락당했다. 야쿱 벡은 요새가 함락되기 이전에 이곳을 떠난 것처럼 보였다. 그해 말, 그는 야쿱 벡은 요새를 탈환하려고 시도했지만, 실패로 돌아갔다. 그는 코간트 칸국의 복잡한 계파 이동에 관여를 했다. 1864년, 야쿱 벡은 러시아의 제1차 기습으로부터 타슈켄트를 방어하는데 힘을 보탰다.
1864년, 동투르키스탄 각지의 무슬림이 청나라 지배에 대한 반란(둥간혁명)을 일으키자, 코칸트 칸국의 군인이었던 야쿱 벡은 이듬해 병사를 이끌고 타림분지에 들어가 카슈가르, 옝기사르 등에 주둔하는 청군 주둔병을 제압했다. 1866년에는 야르칸드, 호탄을 점령하고 타림분지 서쪽을 장악했고, 1870년에는 동부의 투루판, 심지어는 톈산산맥을 넘어 우루무치도 공략했다. 이듬해에는 일리 지방을 점령하고 청나라 세력을 동투르키스탄 주요부에서 축출했다.
당시 대영제국과 러시아 제국은 중앙아시아의 지배권을 놓고 각축(‘그레이트 게임’ 참조)을 벌이고 있었다. 야쿱 벡은 영국령 인도에서 대량의 무기를 원조받았고, 1874년에는 영국과 조약을 맺었다. 영국은 카슈가르에 영사를 상주시켰다. 이 조약에서 야쿱 벡은 카슈가르와 야르칸드의 아미르라고 칭했기 때문에, 영어로는 야쿱 벡의 왕국을 카슈가르 왕국이라고 부른다. 그는 또한 서투르키스탄의 부하라 칸국과 터키의 오스만 제국과도 통교했다. 특히, 오스만 제국은 야쿱 벡의 정권에게 오스만 제국의 종주권을 인정하라고 요구했다. 대신, 무기의 원조와 군사고문의 파견하는 협상을 통해 오스만 제국에서도 공식적으로 아미르로 공인받는 등 일정한 성과를 얻었다.
야쿱 벡은 이슬람의 가치를 중시, 강조함으로써 지역 주민의 지지를 얻고자 했다. 그것을 나타내기 위해 그는 동투르키스탄에서 모스크와 성자묘에 대한 보호와 기부를 활발히 했다.
1876년 3월, 청나라 흠차대신 좌종당이 독일 텔게 상회(Telge & Schroeter)의 협력을 받아 8만 9000명에 이르는 병력을 이끌고 숙주에 진주했다. 같은 해 6월, 야쿱 벡의 회군과 청군은 흑구역(黑溝驛)에서 충돌했으며, 야쿱 벡의 회군은 대패했다. 야쿱 벡이 사수하려고 했던 고목지 우루무치의 3개 성이 함락당했다. 7월에는 청군이 천산북로의 회군을 모두 제압했다.
이듬해 1877년, 겨울을 피해 청군은 우루무치 동남쪽에 진격하여 달판성(達坂城)을 공격했고, 화공으로 제압했다.
야쿱 벡 왕국을 영국과 러시아의 완충국으로 생각했던 영국도 청나라의 이러한 맹공에 놀랐고, 야쿱 벡은 사이드 야쿱을 런던에 파견했다. 사이드 야쿱은 인도성 포사이즈를 통해 야쿱 벡 왕국은 버마와 마찬가지로 청나라의 종주권을 인정할 용의가 있다고 전했다. 같은 해 6월, 영국 인도성의 솔즈베리는 이를 받아들여, 청나라와 야쿱 측과의 회담을 준비했지만, 이때는 이미 청군이 투루판을 총공격하고 있었다. 청나라 조정도 좌종당과 대립하는 해방파가 영국의 제안을 받아들이도록 이홍장에 타전하고 있다.
5월 30일, 야쿱 벡은 투루판 함락 소식을 듣고, 쿠얼러에서 음독자살했다고 한다. 야쿱 벡의 자살 정보가 영국에 도착한 것은 7월 16일이었다. 그의 사인은 지금도 불분명하다. 런던의 《타임즈》와 러시아의 《투르케스탄 가제트》는 짧은 병치례를 한 이후 사망했다고 전했다.
러시아는 러시아 - 투르크 전쟁을 시작했고, 청군의 동향에 대응할 수 없었다. 
1879년 청나라는 9개월에 걸친 러시아와의 협상 끝에 10월 2일, 리바디아궁에서 18개 조항에 이르는 〈리바디아 조약〉을 체결했다. 그러나 이 조약은 러시아 측의 의향에 따른 것으로, 일리 지방 서부와 남부를 러시아에 할양하고, 하미, 투루판, 우루무치 등 7개소에 러시아 영사관을 설치하고, 러시아와의 면세 무역을 허용한다는 내용이었다. 청나라의 조야는 논의는 들끓었고, 좌종당은 러시아와 전쟁을 벌일 것을 주장했다. 결국, 외교를 맡았던 숭후는 서태후에 의해 사형을 선고받았다. 영국은 청나라에게 러시아를 분노를 살 행위를 하지 말라고 숭후의 사면을 진언했고, 청은 그 제안을 받아들여 사면을 결정했다.
러시아는 청나라와 전쟁을 준비했고, 군함을 서해로 파견했다. 한편, 좌종당은 일리 공격 계획을 수립한 후 1880년 4월, 숙주를 출발하여, 하미에 이르렀다. 그러나 좌종당은 ‘경비고문’(京備顧問)으로 조정으로 돌아갔고, 러시아와의 평화 협상이 시작되어 1881년 2월 〈일리 조약〉이 체결되었다.

## 참고자료
- 김호동 Kim, Hodong (2004). Holy War in China: The Muslim Rebellion and State in Chinese Central Asia, 1864-1877. 스탠포드 대학교 출판부. p. 172. ISBN 978-0-8047-6723-1.
- 《근대 중앙아시아의 혁명과 좌절》, 김호동, 사계절, 1999.11.25

## 같이 보기
- 야쿱 벡의 난